# Iljo Keisse
Iljo Keisse (Gand, 21 dicembre 1982) è un ex pistard ed ex ciclista su strada belga, professionista dal 2005 al 2022, è stato uno specialista dell'americana e delle sei giorni su pista; su strada ha invece vinto una tappa al Giro d'Italia 2015.

## Palmarès

### Pista
- 2001

Campionati belgi, Corsa a punti
- 2003

Campionati belgi, Inseguimento individuale
Campionati belgi, Corsa a punti
UIV Cup Amsterdam Under-23 (con Dimitri De Fauw)
UIV Cup Monaco di Baviera Under-23 (con Dimitri De Fauw)
- 2004

UIV Cup Stoccarda Under-23 (con Dimitri De Fauw)
UIV Cup Berlino Under-23 (con Dimitri De Fauw)
1ª prova Coppa del mondo 2004-2005, Americana (Mosca, con Matthew Gilmore)
- 2005

Campionati europei, Americana (con Matthew Gilmore)
Sei giorni delle Rose (con Matthew Gilmore)
Sei giorni di Grenoble (con Matthew Gilmore)
Sei giorni di Gand (con Matthew Gilmore)
- 2006

Sei giorni di Hasselt (con Matthew Gilmore)
Campionati europei, Derny
Campionati belgi, Corsa a punti
- 2007

Sei giorni di Rotterdam (con Robert Bartko)
Sei giorni di Amsterdam (con Robert Bartko)
Sei giorni di Gand (con Robert Bartko)
Campionati belgi, Corsa a punti
Campionati belgi, Americana (con Kenny De Ketele)
- 2008

Sei giorni di Brema (con Robert Bartko)
Sei giorni di Stoccarda (con Robert Bartko e Leif Lampater)
Campionati belgi, Corsa a punti
Campionati belgi, Americana (con Kenny De Ketele)
Campionati europei, Americana (con Kenny De Ketele)
Sei giorni di Monaco di Baviera (con Robert Bartko)
Sei giorni di Gand (con Robert Bartko)
- 2009

Campionati belgi, Corsa a punti
- 2010

Sei giorni di Rotterdam (con Danny Stam)
Sei giorni di Gand (con Peter Schep)
- 2011

Campionati belgi, Scratch
Sei giorni di Amsterdam (con Niki Terpstra)
Campionati europei, Americana (con Kenny De Ketele)
Sei giorni di Grenoble (con Morgan Kneisky)
Sei giorni di Zurigo (con Franco Marvulli)
- 2012

Sei giorni di Copenaghen (con Marc Hester)
Sei giorni di Grenoble (con Kenny De Ketele)
Sei giorni di Gand (con Glenn O'Shea)
- 2013

Sei giorni di Rotterdam (con Niki Terpstra)
Sei giorni di Zurigo (con Silvan Dillier)
Campionati belgi, Scratch
Campionati belgi, Americana (con Jasper De Buyst)
- 2014

Sei giorni di Rotterdam (con Niki Terpstra)
Sei giorni di Zurigo (con Mark Cavendish)
- 2015

Sei giorni di Rotterdam (con Niki Terpstra)
Sei giorni di Gand (con Michael Mørkøv)
- 2017

Sei giorni di Brema (con Marcel Kalz)
- 2018

Sei giorni di Gand (con Elia Viviani)
- 2019

Sei giorni di Brema (con Jasper De Buyst)

### Strada
- 2004 (Jong Vlaanderen 2016, una vittoria)

6ª tappa Tour du Loir-et-Cher (Blois > Blois)
- 2007 (Chocolade Jacques-Topsport Vlaanderen, una vittoria)

Internatie Reningelst
- 2012 (Omega Pharma-Quickstep, una vittoria)

7ª tappa Presidential Cycling Tour of Turkey (Kuşadası > Smirne)
- 2014 (Omega Pharma-Quickstep, una vittoria)

Châteauroux Classic de l'Indre
- 2015 (Etixx-Quick Step, due vittorie)

Ronde van Zeeland Seaports
21ª tappa Giro d'Italia (Torino > Milano)
- 2017 (Quick-Step Floors, una vittoria)

Omloop Mandel-Leie-Schelde

#### Altri successi
- 2008 (Chocolade Jacques-Topsport Vlaanderen)

Dernycriterium Wetteren
- 2013 (Omega Pharma-Quickstep)

Omloop Mandel-Leie-Schelde
- 2015 (Etixx-Quick Step)

1ª tappa Czech Cycling Tour (Unicov, cronosquadre)

## Piazzamenti

### Grandi Giri
- Giro d'Italia

2013: 159º
2014: 139º
2015: 145º
2017: 144º
2020: 122º
2021: 121º
- Tour de France

2016: 139º
- Vuelta a España

2015: 148º

### Classiche monumento
- Milano-Sanremo

2014: ritirato
2018: 125º
- Giro delle Fiandre

2013: 50º
2014: 26º
2015: 83º
2016: 99º
2017: 83º
2018: 76º
2019: 105º
- Parigi-Roubaix

2012: ritirato
2013: 38º
2014: ritirato
2015: fuori tempo
2016: 115º
2017: 44º
2018: 50º
2019: ritirato

### Competizioni mondiali
- Campionati del mondo su strada

Richmond 2015 - In linea Elite:  ritirato 
Doha 2016 - In linea Elite: 41º
- Campionati del mondo su pista

Melbourne 2004 - Americana: 5º
Los Angeles 2005 - Americana: 3º
Bordeaux 2006 - Corsa a punti: 8º
Bordeaux 2006 - Americana: 6º
Palma di Maiorca 2007 - Corsa a punti: 2º
Palma di Maiorca 2007 - Americana: 7º
Manchester 2008 - Corsa a punti: 13º
Manchester 2008 - Americana: 4º
- Giochi olimpici

Atene 2004 - Americana: 11º
Pechino 2008 - Corsa a punti: 12º
Pechino 2008 - Americana: 4º

### Competizioni europee
- Campionati europei di ciclismo su strada

Herning 2017 - In linea Elite: 74°
- Campionati europei di ciclismo su pista

Mosca 2003 - Corsa a punti Under-23: 5°
Valencia 2004 - Scratch Under-23: 7°
Valencia 2004 - Corsa a punti Under-23: 4°
Dalmine 2005 - Americana: vincitore
Dalmine 2005 - Derny: 4°
Ballerup 2006 - Derny: vincitore
Olanda 2007 - Americana: 6°
Olanda 2007 - Derny: 2°
Alkmaar 2008 - Americana: vincitore
Alkmaar 2008 - Derny: 4°
Apeldoorn 2011 - Americana: vincitore